# فرنسوا لونرمان
فرنسوا ابن شرل لونرمان (بالفرنسية: François Lenormant)‏ (1837 - 1883 م) هو عالم آشوريات و عالم آثار، فرنسي.
له حوالي خمسين مصنف، من أهمها «تاريخ أمم الشرق القديمة» في تسعة مجلدات.

## روابط خارجية
- فرنسوا لونرمان على موقع الموسوعة البريطانية (الإنجليزية)